# Superbike-Weltmeisterschaft 1999
Die Superbike-WM-Saison 1999 war die zwölfte in der Geschichte der FIM-Superbike-Weltmeisterschaft. Bei 13 Veranstaltungen wurden 26 Rennen ausgetragen.

## Punkteverteilung
Weltmeister wird derjenige Fahrer beziehungsweise der Hersteller, der bis zum Saisonende die meisten Punkte in der Weltmeisterschaft angesammelt hat. Bei der Punkteverteilung werden die Platzierungen im Gesamtergebnis des jeweiligen Rennens berücksichtigt. Die fünfzehn erstplatzierten Fahrer jedes Rennens erhalten Punkte nach folgendem Schema:
| Punkteverteilung | Punkteverteilung | Punkteverteilung | Punkteverteilung | Punkteverteilung | Punkteverteilung | Punkteverteilung | Punkteverteilung | Punkteverteilung | Punkteverteilung | Punkteverteilung | Punkteverteilung | Punkteverteilung | Punkteverteilung | Punkteverteilung | Punkteverteilung |
| ---------------- | ---------------- | ---------------- | ---------------- | ---------------- | ---------------- | ---------------- | ---------------- | ---------------- | ---------------- | ---------------- | ---------------- | ---------------- | ---------------- | ---------------- | ---------------- |
| Platz            | 1                | 2                | 3                | 4                | 5                | 6                | 7                | 8                | 9                | 10               | 11               | 12               | 13               | 14               | 15               |
| Punkte           | 25               | 20               | 16               | 13               | 11               | 10               | 9                | 8                | 7                | 6                | 5                | 4                | 3                | 2                | 1                |

In die Wertung kamen alle erzielten Resultate.

## Rennergebnisse
|    | Datum  | Rennen             | Strecke        | Pole-Position       | Lauf | Platz 1             | Platz 2        | Platz 3              | Schn. Rennrunde     |
| -- | ------ | ------------------ | -------------- | ------------------- | ---- | ------------------- | -------------- | -------------------- | ------------------- |
| 1  | 28.03. | Südafrika          | Kyalami        | Troy Corser         | 1    | Carl Fogarty        | Troy Corser    | Aaron Slight         | Colin Edwards       |
| 1  | 28.03. | Südafrika          | Kyalami        | Troy Corser         | 2    | Carl Fogarty        | Aaron Slight   | Troy Corser          | Carl Fogarty        |
| 2  | 18.04. | Australien         | Phillip Island | Troy Corser         | 1    | Troy Corser         | Carl Fogarty   | Colin Edwards        | Carl Fogarty        |
| 2  | 18.04. | Australien         | Phillip Island | Troy Corser         | 2    | Troy Corser         | Carl Fogarty   | Colin Edwards        | Troy Corser         |
| 3  | 02.05. | Großbritannien     | Donington      | Pierfrancesco Chili | 1    | Carl Fogarty        | Aaron Slight   | Colin Edwards        | Carl Fogarty        |
| 3  | 02.05. | Großbritannien     | Donington      | Pierfrancesco Chili | 2    | Colin Edwards       | Carl Fogarty   | Troy Corser          | Colin Edwards       |
| 4  | 16.05. | Spanien            | Albacete       | Carl Fogarty        | 1    | Noriyuki Haga       | Akira Yanagawa | Carl Fogarty         | Akira Yanagawa      |
| 4  | 16.05. | Spanien            | Albacete       | Carl Fogarty        | 2    | Colin Edwards       | Akira Yanagawa | Carl Fogarty         | Colin Edwards       |
| 5  | 30.05. | Italien            | Monza          | Colin Edwards       | 1    | Carl Fogarty        | Colin Edwards  | Pierfrancesco Chili  | Troy Corser         |
| 5  | 30.05. | Italien            | Monza          | Colin Edwards       | 2    | Carl Fogarty        | Colin Edwards  | Pierfrancesco Chili  | Pierfrancesco Chili |
| 6  | 13.06. | Deutschland        | Nürburgring    | Carl Fogarty        | 1    | Carl Fogarty        | Aaron Slight   | Troy Corser          | Carl Fogarty        |
| 6  | 13.06. | Deutschland        | Nürburgring    | Carl Fogarty        | 2    | Troy Corser         | Aaron Slight   | Akira Yanagawa       | Troy Corser         |
| 7  | 27.06. | San Marino         | Misano         | Carl Fogarty        | 1    | Carl Fogarty        | Troy Corser    | Akira Yanagawa       | Aaron Slight        |
| 7  | 27.06. | San Marino         | Misano         | Carl Fogarty        | 2    | Carl Fogarty        | Troy Corser    | Akira Yanagawa       | Troy Corser         |
| 8  | 11.07. | Vereinigte Staaten | Laguna Seca    | Troy Corser         | 1    | Anthony Gobert      | Ben Bostrom    | Akira Yanagawa       | Anthony Gobert      |
| 8  | 11.07. | Vereinigte Staaten | Laguna Seca    | Troy Corser         | 2    | Ben Bostrom         | Troy Corser    | Pierfrancesco Chili  | Troy Corser         |
| 9  | 01.08. | Europa             | Brands Hatch   | Carl Fogarty        | 1    | Colin Edwards       | Aaron Slight   | Pierfrancesco Chili  | Troy Corser         |
| 9  | 01.08. | Europa             | Brands Hatch   | Carl Fogarty        | 2    | Colin Edwards       | Aaron Slight   | Noriyuki Haga        | Aaron Slight        |
| 10 | 29.08. | Österreich         | Österreichring | Colin Edwards       | 1    | Colin Edwards       | Carl Fogarty   | Vittoriano Guareschi | Pierfrancesco Chili |
| 10 | 29.08. | Österreich         | Österreichring | Colin Edwards       | 2    | Pierfrancesco Chili | Troy Corser    | Aaron Slight         | Pierfrancesco Chili |
| 11 | 05.09. | Niederlande        | Assen          | Troy Corser         | 1    | Carl Fogarty        | Troy Corser    | Aaron Slight         | Carl Fogarty        |
| 11 | 05.09. | Niederlande        | Assen          | Troy Corser         | 2    | Carl Fogarty        | Troy Corser    | Aaron Slight         | Carl Fogarty        |
| 12 | 12.09. | Deutschland        | Hockenheim     | Aaron Slight        | 1    | Carl Fogarty        | Aaron Slight   | Akira Yanagawa       | Carl Fogarty        |
| 12 | 12.09. | Deutschland        | Hockenheim     | Aaron Slight        | 2    | Pierfrancesco Chili | Carl Fogarty   | Aaron Slight         | Akira Yanagawa      |
| 13 | 10.10. | Japan              | Sugo           | Troy Corser         | 1    | Akira Ryō           | Carl Fogarty   | Akira Yanagawa       | Akira Ryō           |
| 13 | 10.10. | Japan              | Sugo           | Troy Corser         | 2    | Akira Yanagawa      | Akira Ryō      | Keiichi Kitagawa     | Akira Ryō           |

## Fahrerwertung
| 1  | Carl Fogarty         | Ducati   | Ducati Performance       | 489 |
| 2  | Colin Edwards        | Honda    | Castrol Honda            | 361 |
| 3  | Troy Corser          | Ducati   | Ducati Performance       | 361 |
| 4  | Aaron Slight         | Honda    | Castrol Honda            | 323 |
| 5  | Akira Yanagawa       | Kawasaki | Kawasaki Racing Team     | 308 |
| 6  | Pierfrancesco Chili  | Suzuki   | Suzuki Alstare F.S.      | 251 |
| 7  | Noriyuki Haga        | Yamaha   | Yamaha WSBK Team         | 196 |
| 8  | Gregorio Lavilla     | Kawasaki | Kawasaki Racing Team     | 156 |
| 9  | Katsuaki Fujiwara    | Suzuki   | Suzuki Alstare F.S.      | 119 |
| 10 | Vittoriano Guareschi | Yamaha   | Yamaha WSBK Team         | 99  |
| 11 | Andreas Meklau       | Ducati   | Ducati Deutschland Remus | 94  |
| 12 | Peter Goddard        | Aprilia  | Aprilia Racing De Cecco  | 84  |
| 13 | Robert Ulm           | Kawasaki | Kawasaki Bertocchi Gerin | 59  |
| 14 | Igor Jerman          | Kawasaki | Kawasaki Bertocchi       | 56  |
| 15 | Akira Ryō            | Suzuki   | Suzuki                   | 45  |
|    | Ben Bostrom          | Ducati   | Vance & Hines Ducati     | 45  |
| 17 | Doriano Romboni      | Ducati   | R & D Racing Team        | 44  |
| 18 | John Reynolds        | Ducati   | Revè Red Bull Ducati     | 39  |
| 19 | Alessandro Gramigni  | Yamaha   | Team Valli Moto          | 37  |
| 20 | Lucio Pedercini      | Ducati   | Team Pedercini           | 35  |
| 21 | Chris Walker         | Kawasaki | Team Kawasaki            | 31  |
| 22 | Keiichi Kitagawa     | Suzuki   | Suzuki                   | 29  |
| 23 | Niall Mackenzie      | Yamaha   | Team Virgin Yamaha       | 27  |
| 24 | Anthony Gobert       | Ducati   | Vance & Hines Ducati     | 25  |
| 25 | Mauro Lucchiari      | Yamaha   | Gattolone Racing Team    | 25  |
| 26 | Wataru Yoshikawa     | Yamaha   | Yamaha Racing Team       | 21  |
| 27 | Tamaki Serizawa      | Kawasaki | Kawasaki Racing Team     | 18  |
| 28 | Sean Emmett          | Ducati   | Revè Red Bull Ducati     | 17  |

| 29 | Brain Morrison        | Yamaha   | Alpha Technik Yamaha       | 16 |
|    | Frédéric Protat       | Ducati   | Ducati France FP Racing    | 16 |
|    | Lance Isaacs          | Ducati   | Ducati NCR                 | 16 |
| 32 | Eric Bostrom          | Honda    | American Honda Racing      | 15 |
|    | Steve Hislop          | Kawasaki | Team Kawasaki              | 15 |
|    | Craig Connell         | Ducati   | Ducati Dealer Team         | 15 |
| 35 | Giovanni Bussei       | Suzuki   | Alpha Technik Suzuki       | 13 |
|    | Michele Malatesta     | Ducati   | R & D Racing               | 13 |
| 37 | James Haydon          | Suzuki   | Clarion Suzuki             | 12 |
|    | Makoto Tamada         | Honda    | Kotake RSC                 | 12 |
| 39 | Roger Kellenberger    | Honda    | White Endurance            | 11 |
|    | Jamie Hacking         | Yamaha   | Yamaha Motor Corporation   | 11 |
| 41 | Steve Martin          | Ducati   | Ducati Dealer Team         | 9  |
|    | Christer Lindholm     | Yamaha   | Yamaha Deutschland         | 9  |
|    | Jochen Schmid         | Kawasaki | Green Kawasaki Deutschland | 9  |
|    | Shawn Giles           | Suzuki   | Ansett Air Freight         | 9  |
| 45 | Takeshi Tsujimura     | Yamaha   | Yamaha Racing Team         | 7  |
| 46 | Jiří Mrkývka          | Ducati   | JM SBK Team                | 6  |
| 47 | Shin’ichi Itō         | Honda    | Lucky Strike Honda         | 5  |
|    | Shinya Takeishi       | Kawasaki | Kawasaki Racing Team       | 5  |
| 49 | Anton Rechberger      | Suzuki   | MSC Rottenegg              | 4  |
| 50 | Alessandro Antonello  | Aprilia  | Aprilia Racing             | 3  |
|    | Martin Craggill       | Suzuki   | Clarion Suzuki             | 3  |
|    | Carlos Macias Perdomo | Ducati   | Capill France Racing       | 3  |
| 53 | Vladimír Karban       | Suzuki   | Karban Racing Team         | 2  |
|    | Jonnie Ekerold        | Kawasaki | Green Kawasaki Deutschland | 2  |
| 55 | Hitoyasu Izutsu       | Kawasaki | Kawasaki Racing Team       | 1  |
|    | Yuichi Takeda         | Honda    | Lucky Strike Honda         | 1  |

## Konstrukteurswertung
| 1 | Ducati   | 569 |
| 2 | Honda    | 452 |
| 3 | Kawasaki | 345 |
| 4 | Suzuki   | 319 |
| 5 | Yamaha   | 251 |
| 6 | Aprilia  | 84  |